# آلبر کوسری
آلبر کوسری (به فرانسوی: Albert Cossery)، (به عربی: البرت قصيري) نویسنده قرن بیستم میلادی اهل فرانسه است.
وی از نژاد سوری-لبنانی بود و در شهر قاهره به دنیا آمد.